# Rhyacia quadrangula
Rhyacia quadrangula är en fjärilsart som beskrevs av Zetterstedt 1839. Rhyacia quadrangula ingår i släktet Rhyacia och familjen nattflyn. Inga underarter finns listade.

## Bildgalleri

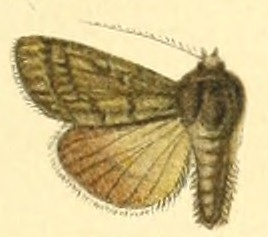